# Hukou

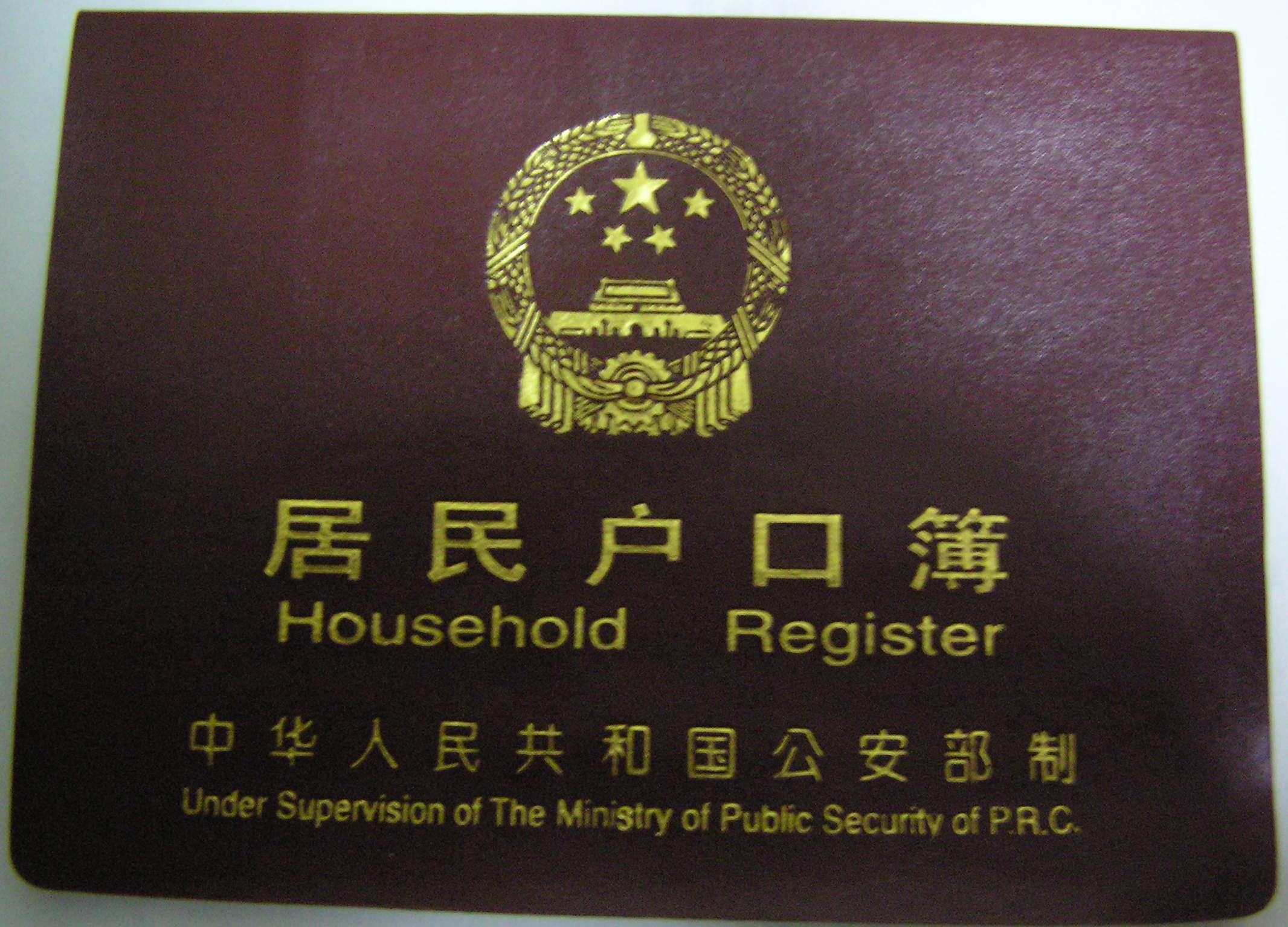
Certificato di Hukou

L'hukou è un sistema di registrazione delle famiglie utilizzato nella Cina continentale. Il sistema stesso è più propriamente chiamato "huji " ed ha origini nell'antica Cina; hukou è la registrazione di un individuo nel sistema (kou significa letteralmente "bocca", che ha origine dalla pratica di considerare i membri della famiglia come "bocche da sfamare").

## Descrizione
Un documento di registrazione della famiglia identifica ufficialmente una persona come residente permanente di un'area e include informazioni identificative come nome, genitori, coniuge e data di nascita. Un hukou può anche riferirsi a un registro di famiglia, visto che il registro delle famiglie viene emesso per famiglia e di solito include nascite, morti, matrimoni, divorzi e traslochi di tutti i membri della famiglia.

## Origine
Il sistema discende in parte dagli antichi sistemi di registrazione delle famiglie cinesi. Il sistema hukou ha influenzato anche sistemi simili all'interno delle strutture della pubblica amministrazione dei vicini paesi dell'Asia orientale, come il Giappone (koseki), la Corea (hoju), il Vietnam (hộ khẩu). Sebbene non collegati in origine, la propiska nell'Unione Sovietica e la registrazione dei residenti in Russia avevano uno scopo simile e servivano da modello per il sistema hukou della Cina moderna.

## Effetti
Per la sua connessione ai programmi sociali forniti dal governo, che assegna benefici basati sullo stato di residenza agricola e non agricola (spesso indicato come rurale e urbano), il sistema hukou è talvolta paragonato a una forma di sistema di caste. È stata la fonte di molte disuguaglianze nel corso dei decenni dall'istituzione della Repubblica popolare cinese nel 1949, poiché i residenti urbani ricevevano benefici che andavano dalla pensione di vecchiaia all'istruzione all'assistenza sanitaria, mentre i cittadini rurali erano spesso lasciati a se stessi. 
Negli ultimi anni il governo centrale ha iniziato a riformare il sistema in risposta alle proteste ea un sistema economico in evoluzione, mentre alcuni esperti occidentali si chiedono se questi cambiamenti siano stati sostanziali.